# 완전자살 매뉴얼
《완전자살 매뉴얼》은 츠루미 와타루의 저서이다. 1993년 (헤세이 5년) 7월 7일에 일본의 오오타 출판으로부터 초판이 발행되어 주로 10대에서 20대의 지지를 받고 붐을 일으켜, 100만 부 이상을 판매하는 밀리언 셀러가 되었다.

## 개요
- 서론, 뒷말에 쓰여져 있는 대로, 「정작 자살해 버려도 괜찮다고 생각하면, 괴로운 일상도 마음 편하게 살아갈 수 있다」라고 제창한 책. 「강하게 살아라」라고 말하는 일본의 사회 풍조에 이의를 주장했다.
- 일본에서의 "살기 괴로움 문제"의 선구가 되어, 이후, 그때까지 잘 볼 수 있던 자살자의 마음의 약함을 꾸짖는 언설은 자취를 감추었다. 또, 본서의 붐이 된 발매년과 다음 해의 2년간에 걸쳐, 일본의 자살자 총수는 감소하고 있다(경찰청 「자살 통계」로부터)

## 내용
자살 방법의 설명에 머무르지 않고, 보기 흉함, 자살시의 고통도, 치사도, 수고, 위험, 걸리는 비용, 사례에 의한 자살자의 심리나 자살의 원인, 자살자의 죽음으로 도달할 때까지가 사는 괴로움, 자살 통계자료 등, 자살에 대해 폭넓게 분석을 실시하고 있다.
- 자살 방법에는 과다복용 (혹은 음독)·교수·투신·자해 (할복, 리스트 컷 등)·열차투신 (역사)·가스중독 (일산화 탄소 중독)·입수·감전·자신의 몸을 불로 태우기·동사·아사 등이 있다.
- 단, 2005년 (헤세이 17년) 경부터 만연한 연탄을 사용한 자살 방법과 2007년 (헤세이 18년) 경부터 만연한 황화수소를 발생시키는 자살 방법에 관해서는 언급되어 있지 않다[1]. 또, 총이나 청산 화합물을 사용하는 자살 방법에 대해서는 「입수 곤란」이라는 이유로부터, 가볍게 접하는 것에 그친다.
- 기재 내용은 독자에게 자살을 재촉하는 항목도 선동하는 항목도, 그것을 저지하는 항목도 없고, 지극히 객관적이다.
- 서론에는 같은 것의 반복의 일상생활에 의한 살아 있는 실감의 상실과 개인의 무력감이 강조되고 있다. 뒷말에서는 「이런 책을 쓰려고 한 이유는 강하게 살아라, 자살은 약하기는 하지만 하는 것이다, 등이라는 것이 태연하게 하는 생 괴로운 세상에 바람 구멍을 열고, 조금은 살기 쉽게 하고 싶기 때문이다」라고, 그 목적을 명기해 있다.
- 또한 복약 자살에 관해서는, 책에 소개되고 있는 일반의약품은 2014년(헤세이 26년) 현재, 일본에서는 제조 중지 등으로 입수 불가가 되어 있거나, 처방전 의약품도 입수 곤란하게 된 것도 많다[1].
- 약물 치사량의 데이터는 모두 의학계에서 신뢰가 놓여져 있는 의학·약학 전문서로부터 인용된 것이다. 저자인 츠루미 와타루는 초판 발행시부터 미리 거절한 다음, 약물의 치사량에는 사람의 체중이나 약물 내성에 의해서 폭이 있어, 문헌에 의해도 치사량 등의 수치가 다르기 때문에, 복수의 문헌을 바탕으로 산출한 추정치라고 기술하고 있다[2].

## 유해도서 지정문제
1993년 (헤이세이 5년) 발행 부터, 붐이 일단락할 때까지 장기간에 걸쳐서, 서점의 매장에서의 읽어보고 구입하거나, 공립 도서관에서도 개방도서에서 미성년자를 포함해 누구라도 열람 및 대출을 할 수 있는 상태였다.
- 1997년 (헤이세이 9년) 이후 군마현으로부터 시작된 유해 도서 지정은 거의 같은시기에 강해진 투고 및 사진 잡지 등에의 규제와 같이, 이른바 「유해 정보」에 대한 행정의 자세의 경의를 반영한 것이었다. 출판사는 후속 조치로서 「18세 미만 청소년의 구입은 삼가 주시기 바랍니다」라고 쓰여진 띠를 붙여(특히 미성년자에게) 매장에서 읽지 못하게, 비닐 팩으로 봉인하여 판매하게 되었다.[4].
  - 도쿄 도 청소년의 건전한 육성에 관한 조례에서는, 제8조 1항에서 「판매 혹은 반포되어 또는 열람 혹은 관람에 제공되고 있는 도서류 또는 영화 등으로, 그 내용이, 청소년에 대해 … (중략) 현저하게 자살 혹은 범죄를 유발해, 청소년의 건전한 성장을 저해할 우려가 있는 것.」이라고 정의되고 있지만, 도쿄 도에서 「완전자살 메뉴얼」은 불건전 도서로 지정되어 있지 않다[4][3].

## 평가
- 다음 해에 출판된, 독자로부터의 반향이나 매스컴의 보도를 정리한 「우리들의 「완전자살 메뉴얼」」(오오타 출판 1994년 (헤세이 6년) 2월 26일 발행)에 의하면, 와이드쇼 등의 대기업 미디어로부터 비판이 있었지만, 평론가·언론계로부터의 평가는 대체로 긍정적이었다. 독자에게서는 책의 의도를 받아 들여 「살려고 했다」라는 의견이 많이 전해졌다.
- 해외의 신문, 잡지에도 비판적인 논조는 적고, 미국의 문예잡지 「하파즈」는 「일본의 제너레이션 X를 위한 마지막 출구」라는 타이틀로 본서의 발초한 기록을 게재하는 등, 새로운 시대의 인생관으로서 파악한 측면이 크다.
- 한층 더 후의 비평에는 비판하는 것[5][6], 긍정하는 것[7][8]이 있어, 문제작에 잘 볼 수 있는 「찬반양론」이다.

## 같이 보기
- Final Exit - 이른바 명예사 방법을 모은 책으로, 각국판이 있다.
- The Peaceful Pill Handbook
- 자살
- 츠루미 와타루